# Comuna Apahida, Cluj
Apahida (în maghiară Apahida, în germană Odendorf / Brenndorf / Briegendorf, în latină Pons Abbatis, în trad. „Podul Abatelui” sau „Podul Abației”) este o comună în județul Cluj, Transilvania, România, formată din satele Apahida (reședința), Bodrog, Câmpenești, Corpadea, Dezmir, Pata, Sânnicoară și Sub Coastă.

## Istoric
Pe teritoriul comunei Apahida s-au făcut importante descoperiri arheologice, între care cimitirul celtic din sec.III-II. î.C. și mormintele goților din sec.V d.C.  Au fost descoperit două tezaure: primul, găsit în 1889, constă dintr-un sicriu conținând trupul unui bărbat care purta numele de Omharus, fiind una dintre căpeteniile gepizilor. Mormântul conținea numeroase obiecte ornamentale specifice gepizilor. Un al doilea tezaur a fost descoperit în 1968, la 300 m distanță de primul, cu ocazia efectuării unor excavări destinate instalării unor stâlpi de beton. Acest al doilea tezaur, mult mai bogat decât primul, conținea mormântul unui bărbat care a fost identificat după accesoriile existente ca fiind o altă căpetenie gepidă. Cele două tezaure au dus la ipoteza conform căreia necropola de la Apahida a fost o necropolă de inhumație a căpeteniilor gepide, ipoteză confirmată și de faptul că în 1978 un sătean din zonă a descoperit întâmplător o altă podoabă ornamentală similară celor găsite în primele două tezaure.
În Evul Mediu aici era situat un pod de vamă peste Someș, pod ce se afla în proprietatea mănăstirii (abației) benedictine (romano-catolice) de la Cluj-Mănăștur. Taxele încasate pentru trecerea podului constituiau principala sursă de venit a abației. Denumirea latină și maghiară a localității amintesc și astăzi de acest pod.
Prima menționare documentară a satului Apahida este din 1263 cu numele Apathida.

## Descoperiri arheologice
Pe teritoriul comunei se află o întinsă așezare rurală și mai multe villae rusticae; în mai multe puncte a fost surprins și traseul drumului roman de pe valea Someșului:La nord-est de comună, pe platoul „Chibaia“, s-au descoperit materiale romane.
În vecinătatea punctului anterior, pe dealul „Pădurița“, săpăturile executate în 1900 au condus la dezvelirea resturilor unor clădiri constând din ziduri, cărămizi, țigle, bucăți de sticlă și a unui bogat inventar: unelte din fier, arme, o râșniță, două fibule fragmentare din bronz, oase de animale; o periegheză executată în anul 1988 a conturat mai clar aria sitului ce se întinde pe platoul larg de deasupra versantului de nord-vest al dealului pe o suprafață de 100 x 150m.
Pe terasele joase de deasupra malului de sud și sud-vest al lacului „Cocor“ se găsesc fragmente ceramice romane.
În aria necropolei celtice, aflată la nord, nord-est de comună s-au aflat de asemenea fragmente ceramice romane.
La sud de comună, pe versantul „După Deal la Tău“ s-au descoperit ruinele unor construcții, cărămizi – unele cu ștampilă –, țigle, ceramică și un altar votiv închinat lui Dis Pater și Proserpinei (CIL, III, 7656).
În locul „Cocor“ s-au descoperit, prin săpături, substrucții de clădiri, ceramică provincială, fragmente de opaițe și o monedă de bronz de la Hadrian. În zona situată între punctele „Cocor“, „Dărăuaș“ și „Pădurice“ s-au identificat urmele unei alte construcții din care s-au recoltat bucăți de mortar și fragmente de vase terra sigillata.
În punctul „Fillereș“, M. Roska a săpat o villa rustica din care a recoltat diferite obiecte, unelte și vase de metal, ceramică. În locul numit „Tarcea Mică“, situat la nord de comună, s-a dezvelit, prin cercetări executate în anul 1913, o villa rustica cu două corpuri de clădire și mai multe încăperi. Materialele descoperite constau din: ceramică, două opaițe, obiecte și ustensile diverse din fier și os, o cataramă, o fibulă de tipul „cu piciorul întors pe dedesubt“ și câte un denar de la: Publius Septimius Geta, Elagabal, Iulia Mammaea și Iulia Maesa. La sud-est de comună în zona numită „Valea Mărătorii“, aproape de gardul livezii I. A. S., s-a descoperit, întâmplător, în anul 1987, un tezaur monetar format din 1068 de piese: doi ași, restul denari emiși în intervalul Nero-Balbinus. Un sondaj arheologic executat în zona de descoperire a tezaurului a evidențiat existența unei locuiri dispersate de epocă romană. Din locuri neprecizate se mai cunosc următoarele descoperiri: o monedă de bronz de la Antoninus Pius, câte un denar de la Septimius Severus și Iulia Domna, o monedă de bronz de la Gordian III și o fibulă de bronz, tipul „cu piciorul întors pe dedesubt“.

## Date geografice
Comuna este alcătuită din opt sate și este situată în nord-vestul Podișului Transilvaniei, pe dreapta Someșului Mic, la numai 13 km de Cluj-Napoca, urmând a fi încorporat în zona metropolitană. Este una dintre cele mai mari comune ale județului, cu peste 100 km2 suprafață și 9.341 de locuitori (2007).
Relieful comunei este preponderent deluros, iar clima este temperat-continentală, cu temperaturi maxime în luna iulie.
În perimetrul acestei localități s-a pus în evidență prezența unui masiv de sare gemă și a unor izvoare sărate, saramura fiind întrebuințată din vechi timpuri de către localnici.
Înainte de 1989 Apahida era un puternic centru zootehnic , fiind specializat pe creșterea vacilor de lapte , creștere și îngrășare taurine, creștere ovine și porcine, crescătorie păsări etc. , societățile cele mai reprezentative fiind I.A.S. Apahida {devenit Agrap SA Apahida } , Ferma Victoria - producătorul celebrului salam "Victoria " {devenită după 1989 " Regia de stat Victoria " }, Ferma Avicola , Asociația intercooperatistă de creștere și îngrășare taurine ,etc. De asemenea Apahida are puternice tradiții pomicole [I.A.S. Apahida } și legumicultură { celebrii ridichi de Apahida }. Din păcate, activitățile agricole menționate mai sus s-au prăbușit după 1989.

### Rețeaua hidrografică
Rețeaua hidrografică a comunei Apahida indică un drenaj vechi, (Pliocen) spre nord-vest prin Someșul Mic, râu care s-a format prin unirea celor două brațe principale: Someșul Rece și Someșul Cald. În sectorul comunei, Someșul Mic are un caracter subsecvent cu o accentuată tendință de eroziune în malul stâng,ceea ce imprimă văii un aspect asimetric, manifestat prin dezvoltarea unor terase largi,patru la număr,pe partea din dreapta râului. Întreaga rețea hidrografică este tributară Someșului, prezentând o pantă medie de scurgere redusă.
Lungimea totală a râurilor cadastrale pe teritoriul comunei Apahida este de 21552 m.
Văile existente au un caracter de maturitate și s-au dezvoltat prin eroziune diferențiată în boltirile anticlinale ale zonei de diapir ca Valea Mărătorii și Valea Zapodie, dar și vale de tip obsecvent, cum este Valea Cămpenești, Valea Mare (Dezmir), Zapodia (Pata), Valea Peții, pârâul Tocbești, pârâul Mărătorii și Valea Broaștei. Acești afluenți cu debite scăzute, între 0,100-0,250 metri cubi pe secundă, au scurgere temporară. Tipul de alimentare a văilor este preponderent pluvial, contribuția subterană fiind modestă. Cele mai ridicate valori ale scurgerii se înregistrează primăvara,cu cca 45% din valoarea anuală, situație caracteristică văii Someșul în Culoar.
Calitatea apelor văilor depinde de mai mulți factori naturali și antropici, care influențează direct sau indirect calitatea apei de suprafață și a celei subterane. La nivelul comunei Apahida, straturile acvifere sunt afectate de prezența la suprafață a stratelor salifere, apa fiind nepotabilă în cea mai mare parte a comunei.
Apele freatice și de adâncime sunt dezvoltate în depozite etajate pe orizonturi și suborizonturi sau aflate sub forma de structuri lenticulare. Sunt cantonate în formațiuni deluviale cu orizonturi nisipoase, aluviale de luncă și conuri de dejectie. În lunca Someșului Mic, adâncimea nivelului este mică (0-2 m) și crește o dată cu înălțimea relativă a teraselor, cu valoare maximă de 15-20 m. Apele freatice au, în general, mineralizare sulfatică ridicată. Dacă apele subterane din acvifer nu sunt potabile, multe dintre ele prezintă în schimb calități terapeutice datorită prezenței clorurii de sodiu și radioactivității acestora. În zona Someșeniului, spre vest de Apahida, s-au captat izvoare minerale clorurate, bicarbonate, sulfate, radioactive, al căror conținut în săruri este legat de formațiunile de ghipsuri și sare de vârstă Bedonian inferior.
Alternanța neuniformă și înclinată a straturilor creează apariția pânzei de apa freatică pe versanți, mai ales pe cei cu expoziție nordică, dând naștere unor mici zone depresionare cu exces permanent de umiditate, ceea ce favorizează dezvoltarea unei vegetații acvatice (trestie, păpură, pipiring). În general, apa freatică este bogată în săruri (cloruri, sulfați), dură și cu gust de calciu.
Perimetrul total a lacurilor cadastrale de pe teritoriul comunei este de 698 km, reprezentate de lacul Feiurdeni 1 și 2, cu amenajări piscicole. În hotarele Apahidei existau lacuri naturale,astăzi în mare parte secate: Lacul Cocor, în jurul căruia s-au descoperit vestigii istorice, Tăul Ghiughioaii, azi pământ arabil, fiind afectate desecările în anii șaptezeci, Tăul Maierului care nu este secat complet, având scurgere pe Valea Broaștei. Mai sunt ochiuri de lacuri în lunca Someșului.
Apele fiind înșirate pe aliniamentul Turda-Cojocna-Sic se caracterizează prin apariția la suprafață a sedimentului Badenian, unele areale de sare apărând la zi. Drept urmare, se semnalează lacuri sărate, cum este lacul din apropierea satului Pata , lac bun pentru tratarea bolilor reumatice.
Apele Someșului Mic sunt poluate în zonă ca urmare a activității antropice de pe platformele industriale ale Clujului,chiar dacă activitatea nu mai este atât de intensă, dar și datorită reziduurilor deversate direct în albie, din zonele rezidențiale. Nu s-a produs un dezastru ecologic pentru că decantarea și acumularea produșilor nocivi se produce în perioade scurte, deoarece prin uzinarea apei în centralele electrice din amonte se sporește considerabil debitul râului colector, spălând efectiv depunerile inițiale. În regim natural, Someșul Mic are un debit multianual de 15 metri cubi pe secundă în dreptul comunei Apahida. Valorile debitelor celor mai scăzute au fost de cca. 0,450 metri cubi pe secundă, în anul 1961, cele mai ridicate debite au ajuns la 211 m cubi pe secundă în martie 1965, când s-au petrecut și cele mai importante inundații în zona Apahidei. În urma inundațiilor, s-au efectuat lucrări de regularizare a malurilor Someșului și de afluire a pâraielor spre Someș. În general, toate pâraiele și văile au fost supuse unor lucrări de regularizare și decolmatare,fiind în multe locuri prevăzute cu un sistem de desecare prin canale deschise, pentru colectarea și evacuarea apelor de suprafață din stratul superficial al solului.

## Demografie
Componența etnică a comunei Apahida
     Români (80,07%)
     Maghiari (3,77%)
     Romi (1,93%)
     Alte etnii (0,35%)
     Necunoscută (13,88%)
Componența confesională a comunei Apahida
     Ortodocși (68,86%)
     Penticostali (4,05%)
     Reformați (3,39%)
     Baptiști (1,78%)
     Greco-catolici (1,43%)
     Romano-catolici (1,33%)
     Martori ai lui Iehova (1,12%)
     Alte religii (2,65%)
     Necunoscută (15,4%)
Conform recensământului efectuat în 2021, populația comunei Apahida se ridică la 17.239 de locuitori, în creștere față de recensământul anterior din 2011, când fuseseră înregistrați 10.685 de locuitori. Majoritatea locuitorilor sunt români (80,07%), cu minorități de maghiari (3,77%) și romi (1,93%), iar pentru 13,88% nu se cunoaște apartenența etnică. Din punct de vedere confesional, majoritatea locuitorilor sunt ortodocși (68,86%), cu minorități de penticostali (4,05%), reformați (3,39%), baptiști (1,78%), greco-catolici (1,43%), romano-catolici (1,33%) și martori ai lui Iehova (1,12%), iar pentru 15,4% nu se cunoaște apartenența confesională.

## Politică și administrație
Comuna Apahida este administrată de un primar și un consiliu local compus din 17 consilieri. Primarul, Ramona-Cristina Belce[*], de la Partidul Național Liberal, este în funcție din 1 noiembrie 2024. Începând cu alegerile locale din 2024, consiliul local are următoarea componență pe partide politice:
|  | Partid                          | Consilieri | Componența Consiliului | Componența Consiliului | Componența Consiliului | Componența Consiliului | Componența Consiliului | Componența Consiliului |
|  | ------------------------------- | ---------- | ---------------------- | ---------------------- | ---------------------- | ---------------------- | ---------------------- | ---------------------- |
|  | Partidul Național Liberal       | 6          |                        |                        |                        |                        |                        |                        |
|  | Partidul Social Democrat        | 5          |                        |                        |                        |                        |                        |                        |
|  | Alianța Dreapta Unită           | 3          |                        |                        |                        |                        |                        |                        |
|  | Alianța pentru Unirea Românilor | 2          |                        |                        |                        |                        |                        |                        |
|  | Crăciunaș Ilinca-Ramona         | 1          |                        |                        |                        |                        |                        |                        |

### Evoluție istorică
Populația comunei a evoluat de-a lungul timpului astfel:
Apahida - evoluția demografică

|  | Graficele sunt indisponibile din cauza unor probleme tehnice. Mai multe informații se găsesc la Phabricator și la wiki-ul MediaWiki. |

Date: Recensăminte sau birourile de statistică - grafică realizată de Wikipedia

## Viața religioasă
Majoritatea populației (84%) este de confesiune ortodoxă.
Pe teritoriul comunei există biserici de mai multe confesiuni: 6 ortodoxe (Corpadea, Dezmir, Pata, Sânnicoară și Apahida), 4 penticostale (Sânnicoară, Apahida, Corpadea, Dezmir), 4 baptiste (Dezmir, Pata, Sânnicoară, Apahida), 2 reformate (Pata, Bodrog) , una greco-catolică (la Apahida, retrocedată în 2003 de către BOR) și o "Sala a Regatului" a Martorilor lui Iehova.
Biserica românească de lemn "Sf. Arhangheli Mihail și Gavriil" a fost construită în anul 1806 de meșterul lemnar Ghiran Ioan din Nadiș și pictată în 1808 de Ioan Pop din Unguraș, azi Românași, județul Sălaj.

## Obiective turistice
- Aeroclubul "Traian Dârjan" din Dezmir.
- Zona piscicolă de agrement Câmpenești.
- Dealurile Clujului de Est (sit de importanță comunitară inclus în rețeaua europeană Natura 2000 în România)

## Personalități locale
- Ioan Lemeni (1780 - 1861), episcop al Bisericii Române Unită cu Roma, Greco-Catolică;
- Ioan Oltean (1875 - 1949), deputat în Marea Adunare Națională de la Alba Iulia 1918;
- Valentin Poruțiu (1883 - 1942), deputat în Marea Adunare Națională de la Alba Iulia 1918;
- Cornel Cornean (1884 - 1963), deputat în Marea Adunare Națională de la Alba Iulia 1918;
- Ștefan Pascu (1914 - 1998), istoric, membru titular al Academiei Române;
- Olimpiu Bucur (n. 1989), fotbalist.

## Imagini

Comuna Apahida și satele componente
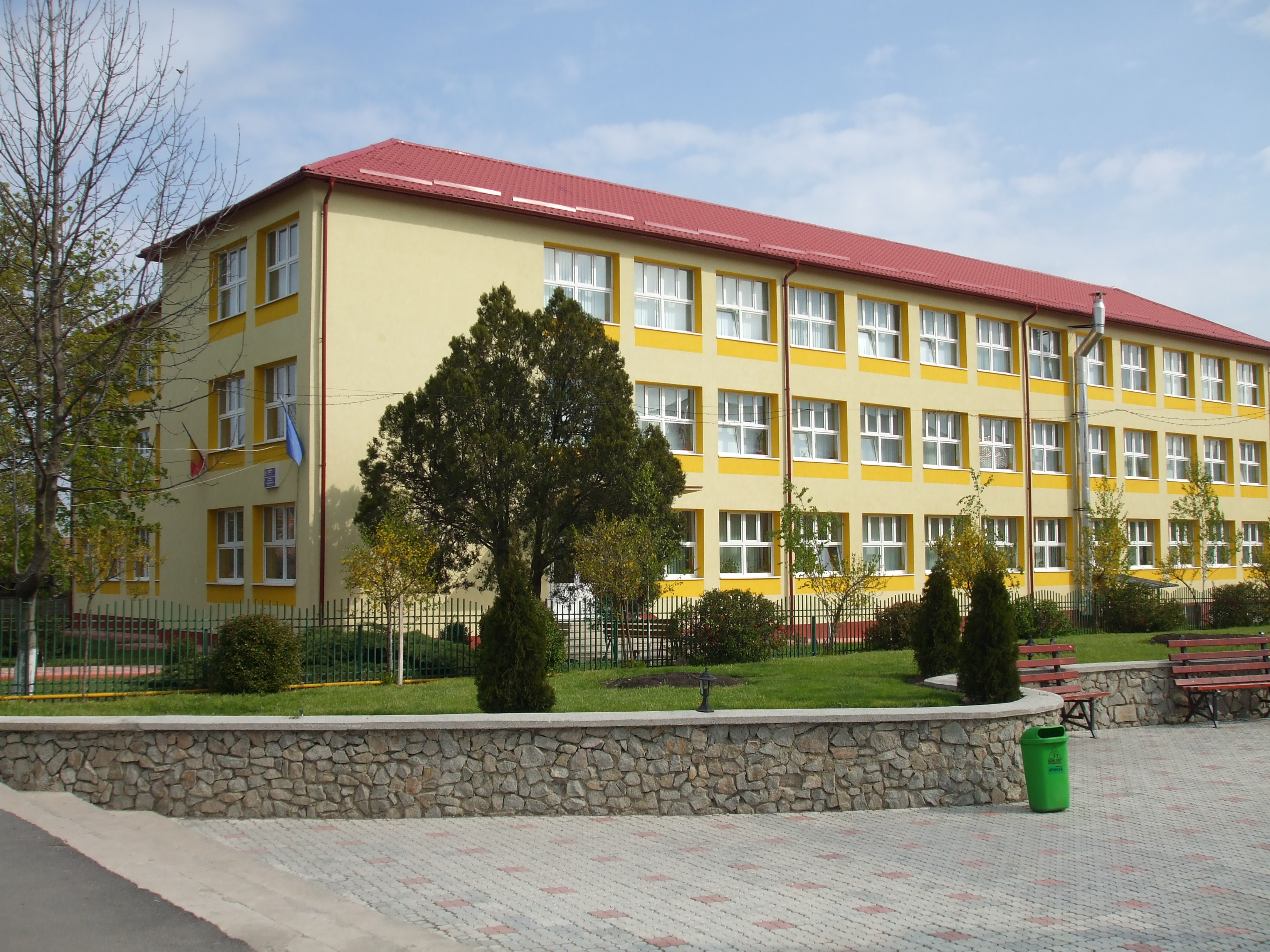
Școala generală din Apahida
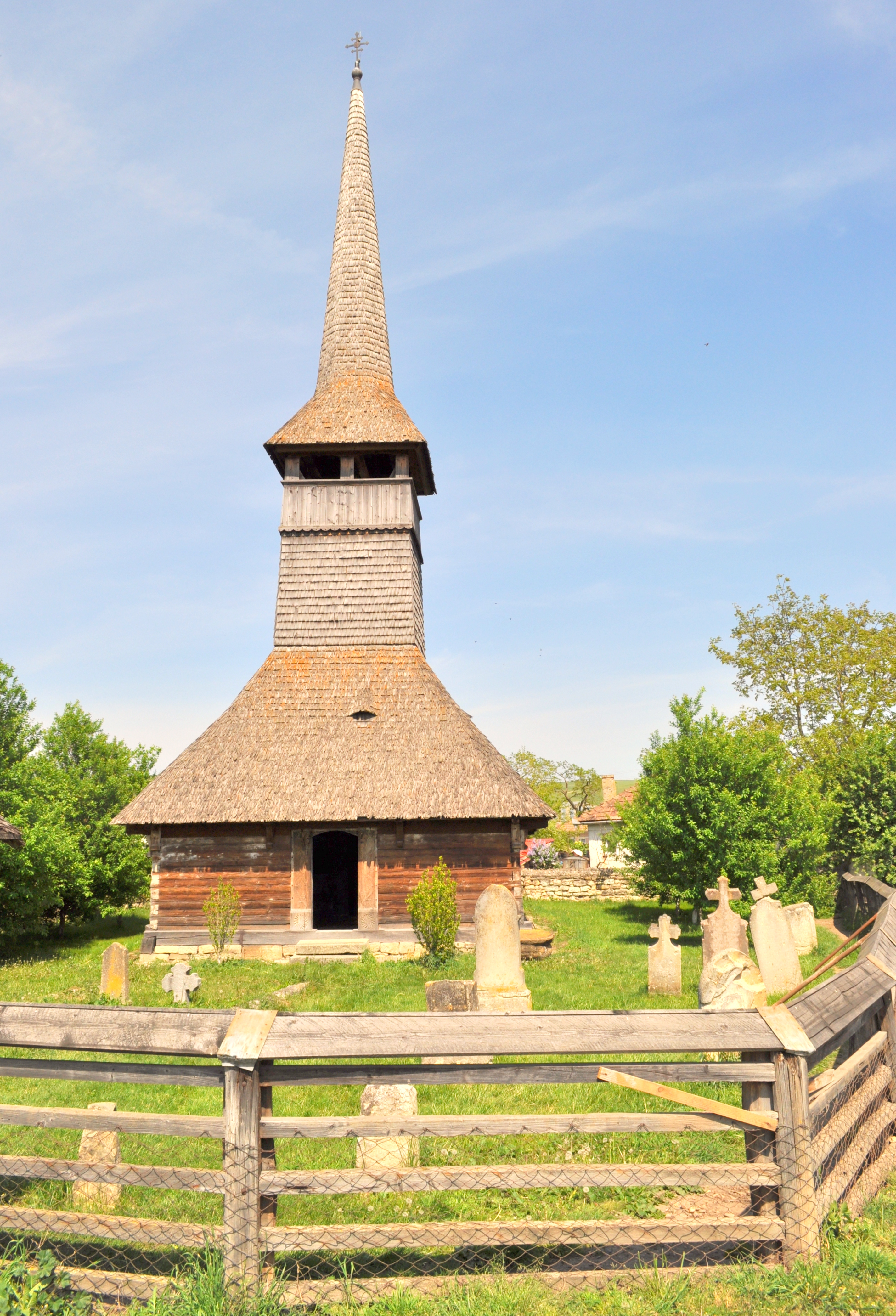
Biserica de lemn (monument istoric)
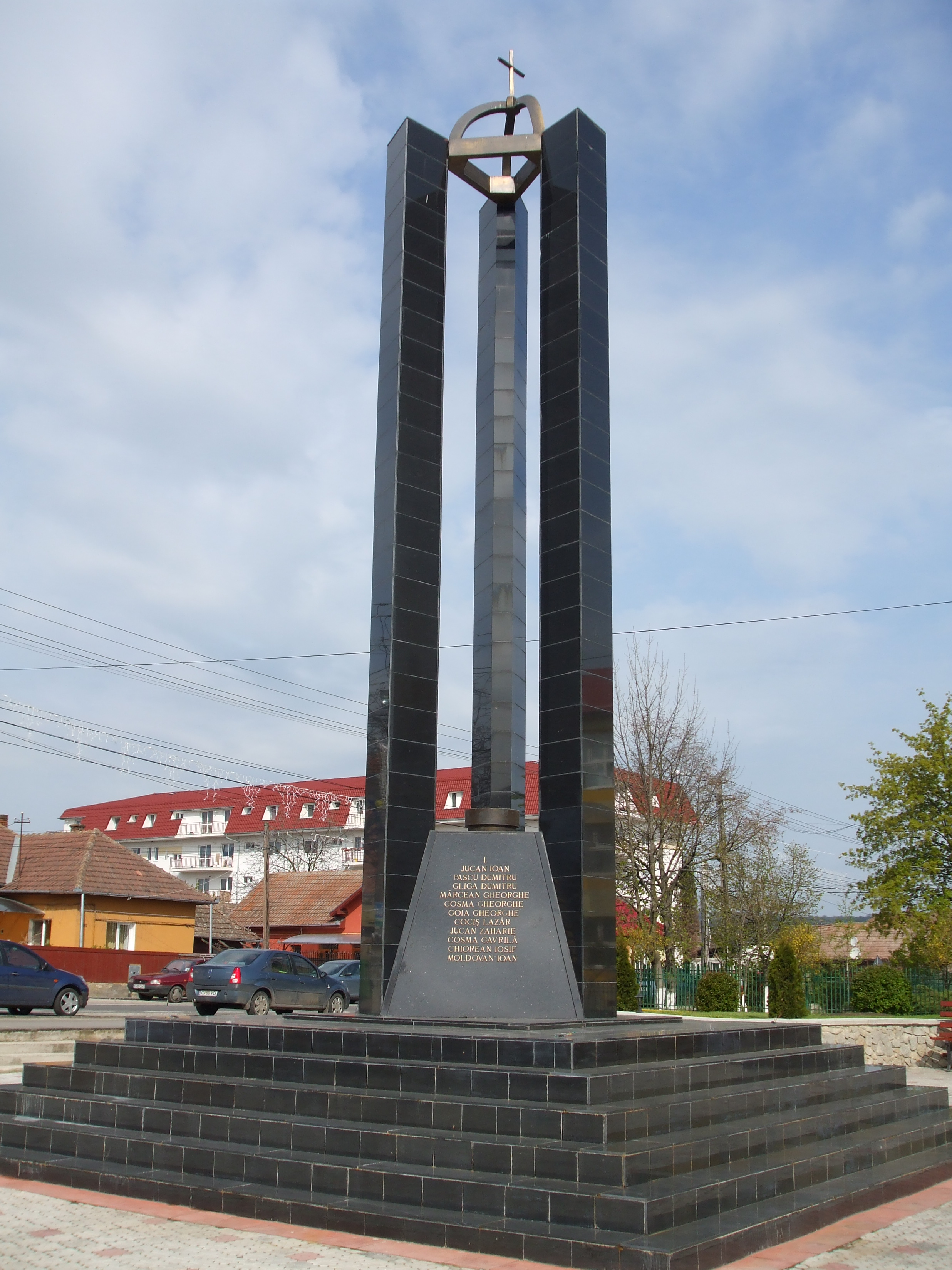
Apahida - Monumentul eroilor
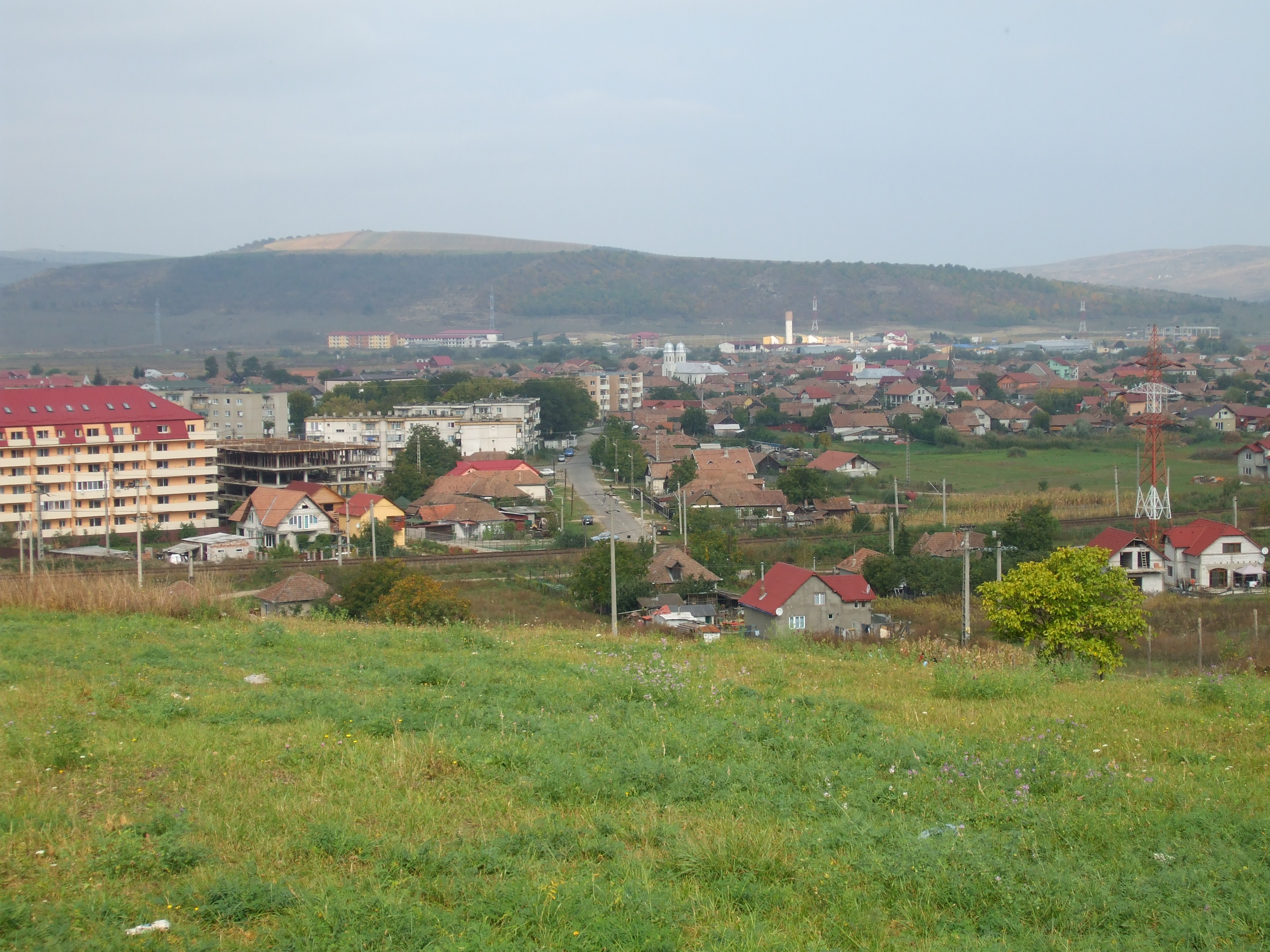
Apahida, zona centrală
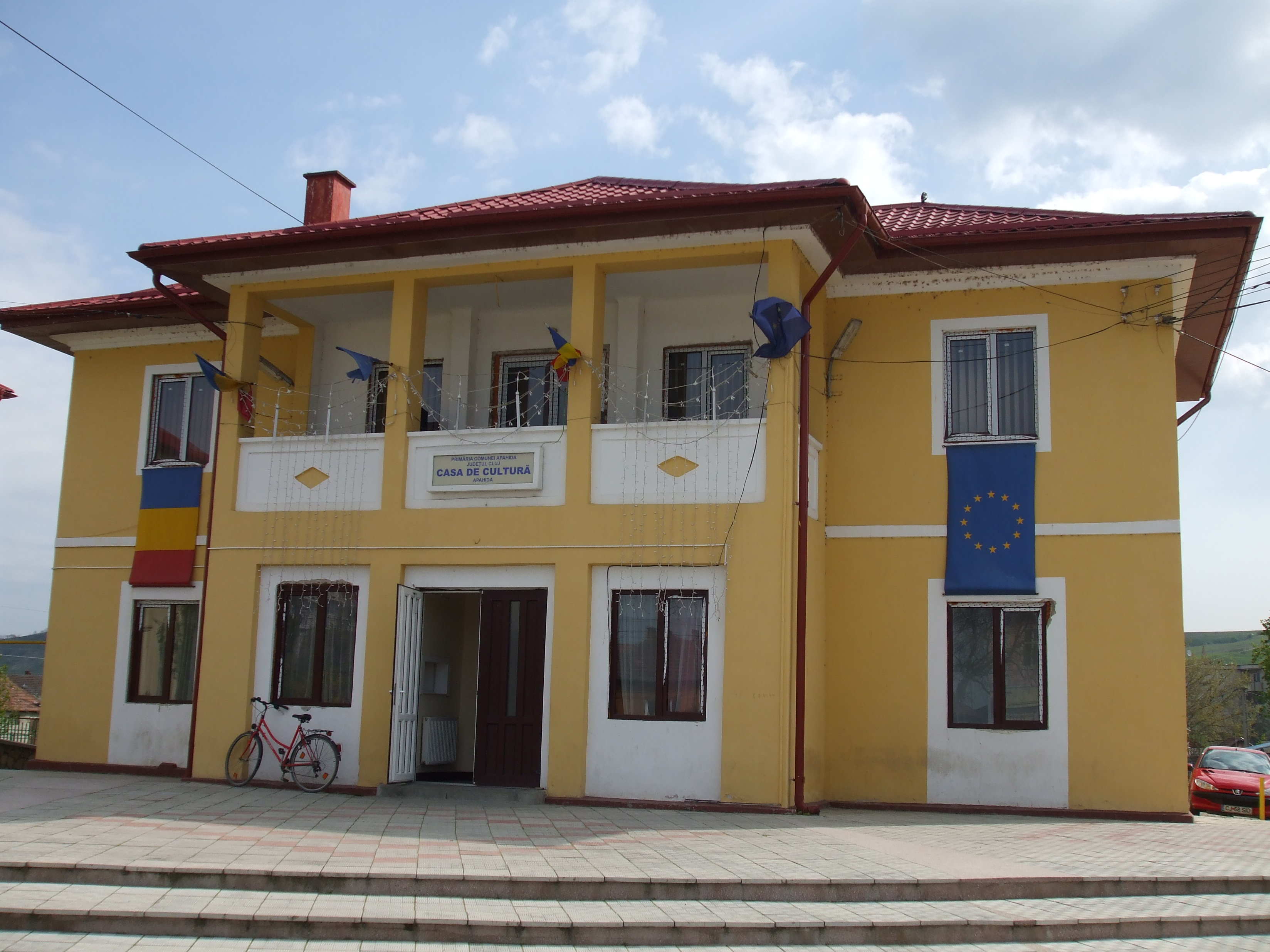
Apahida - Casa de Cultură
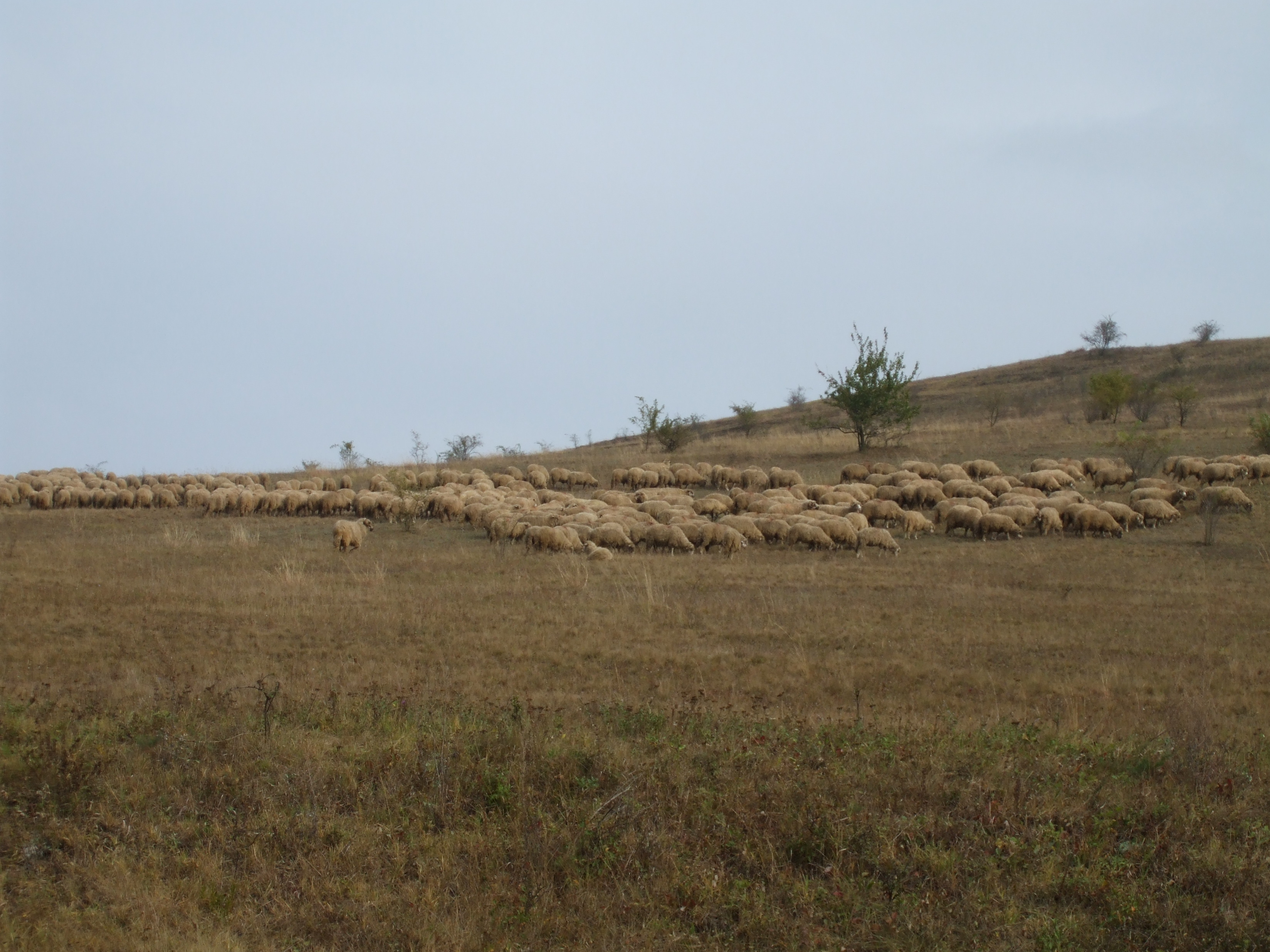
Comuna Apahida - tradiții în zootehnie
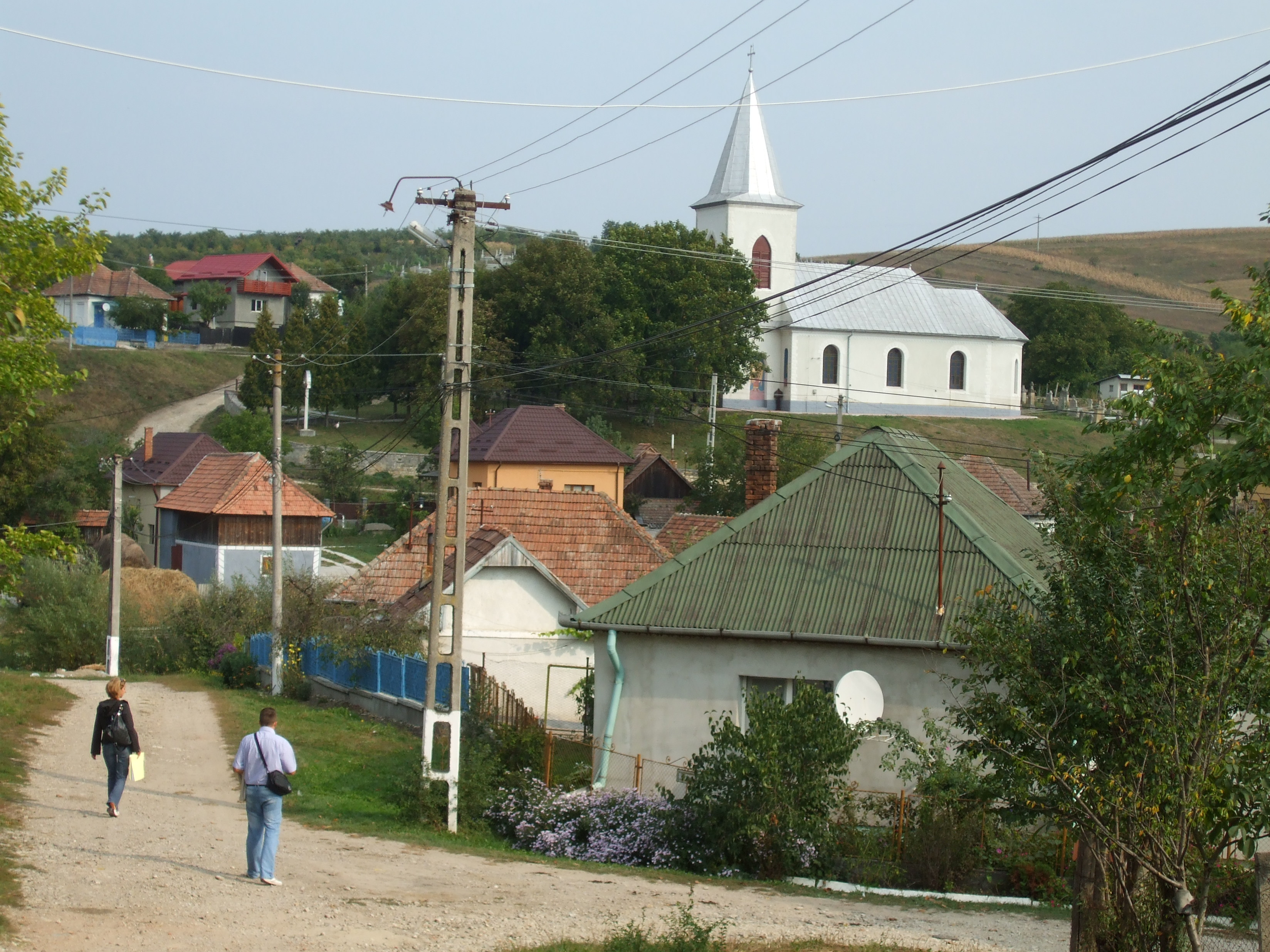
Satul Dezmir
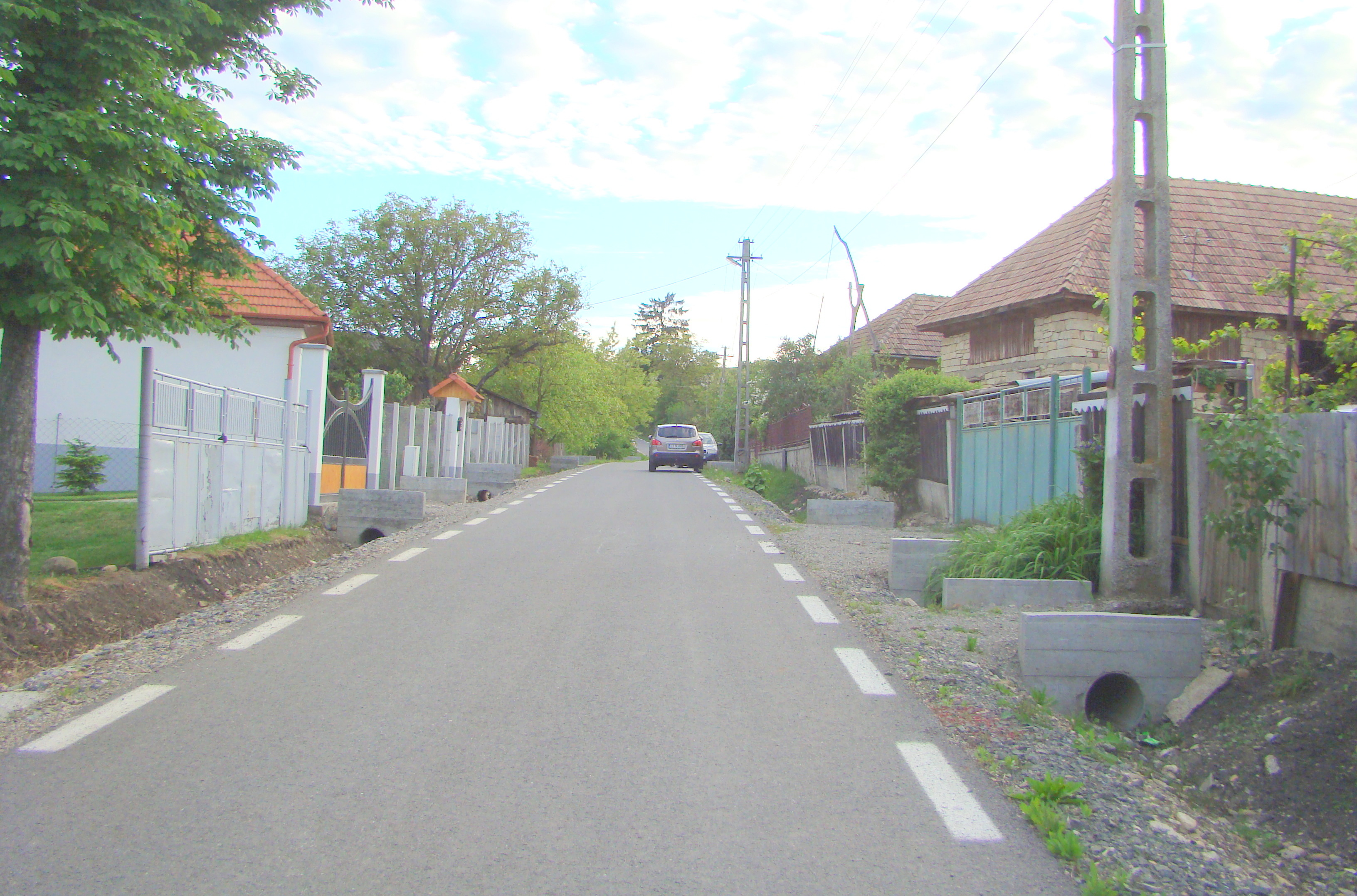
Satul Bodrog
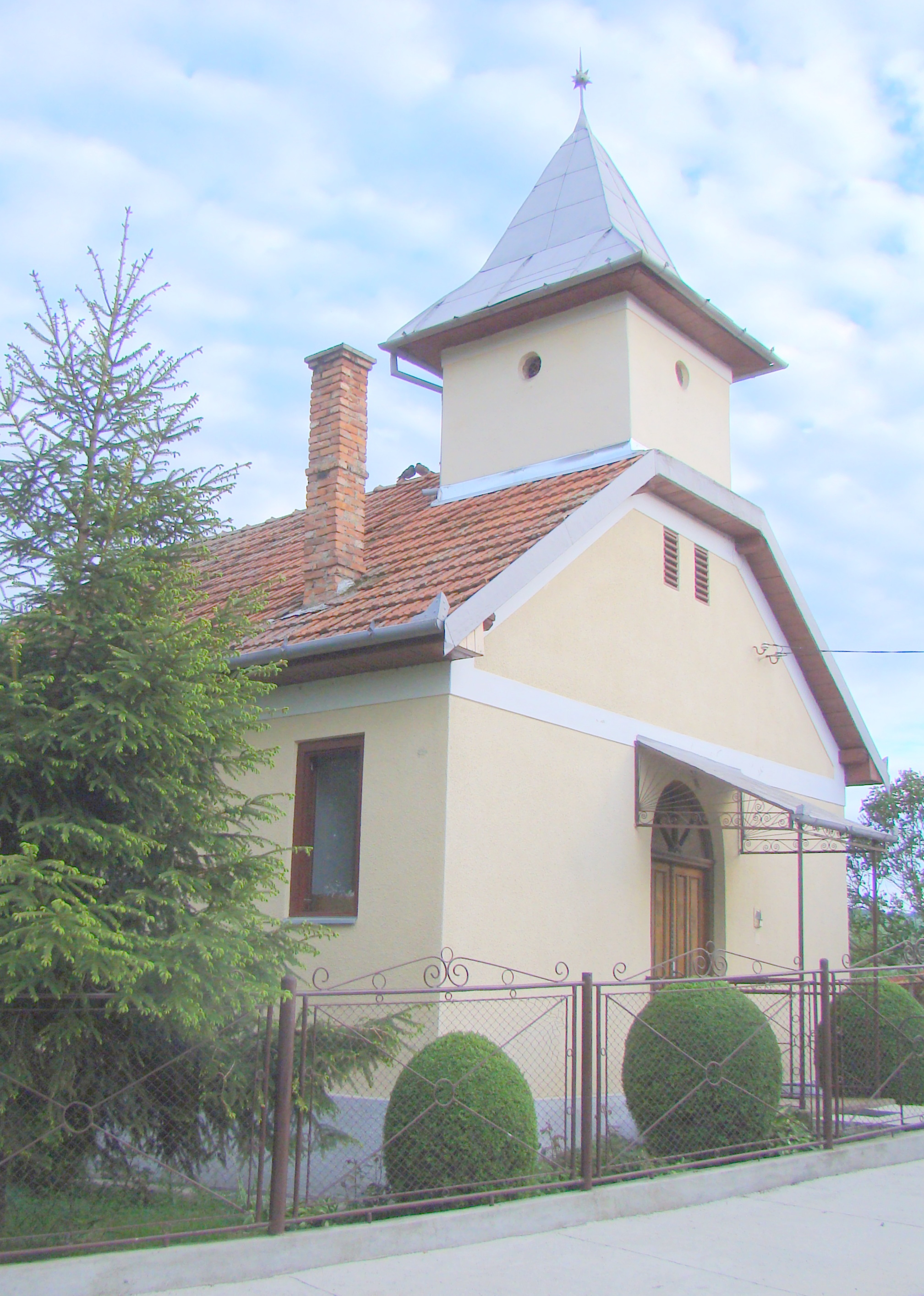
Biserica reformată
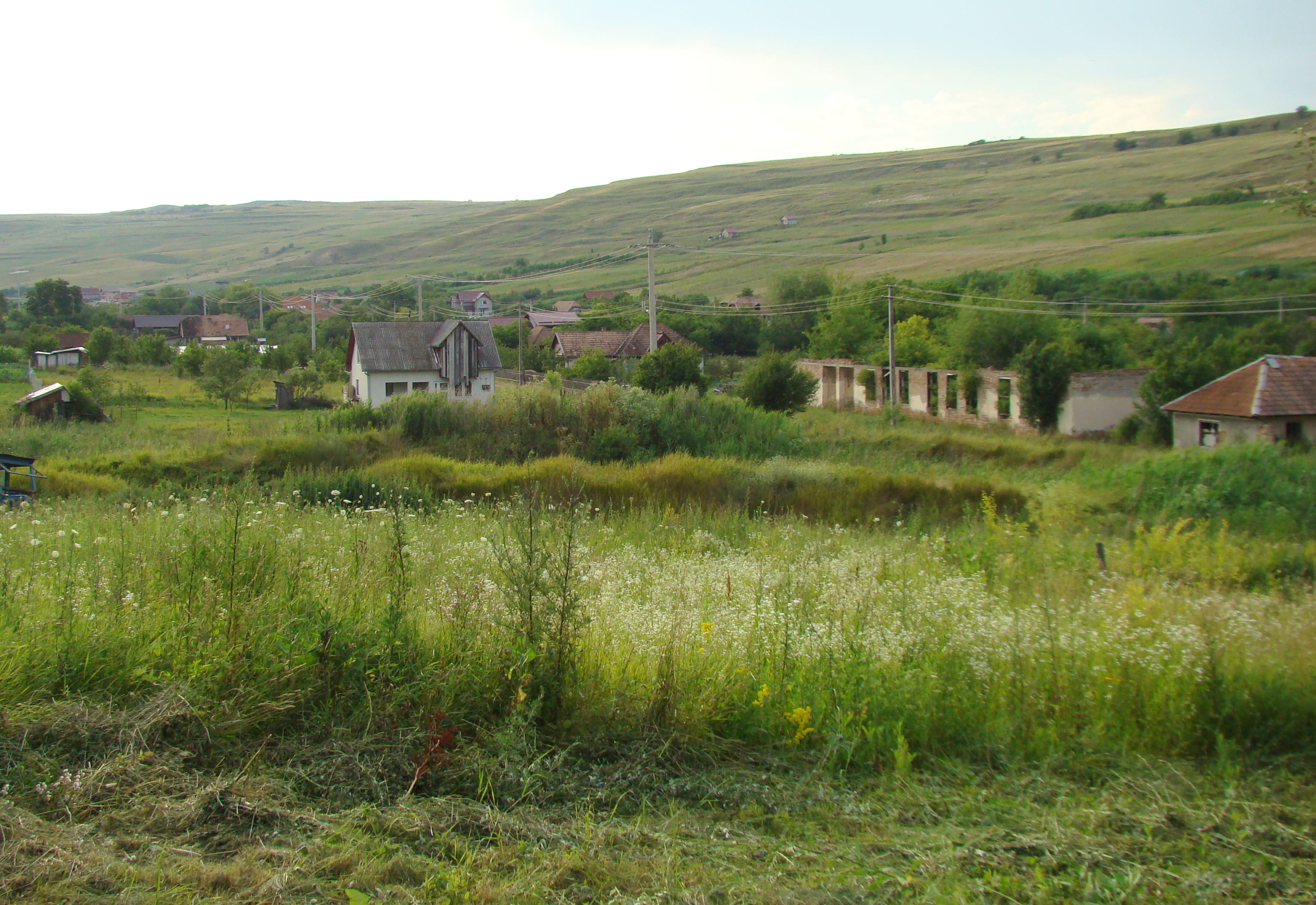
Câmpenești
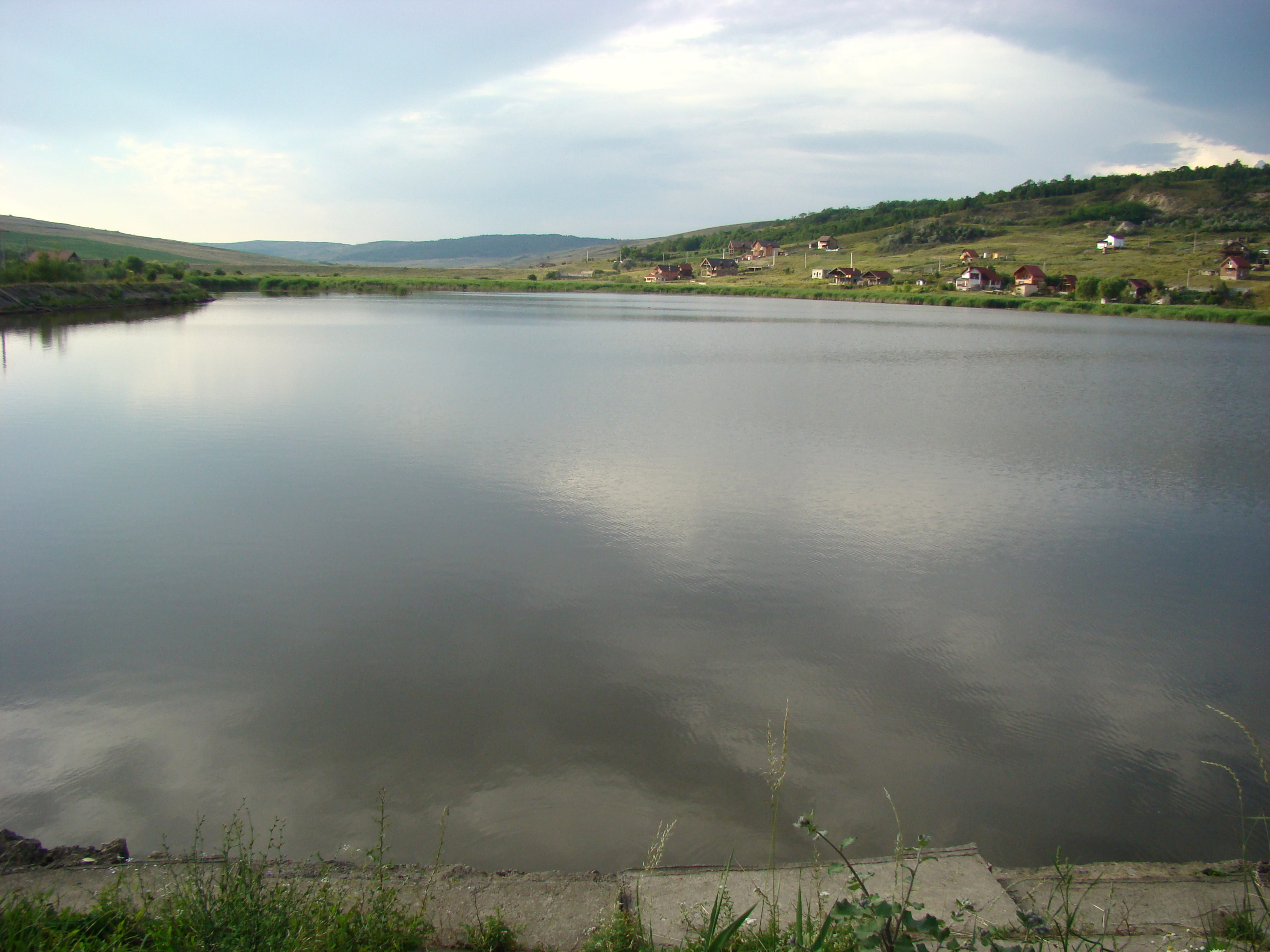
Lacul din Câmpenești
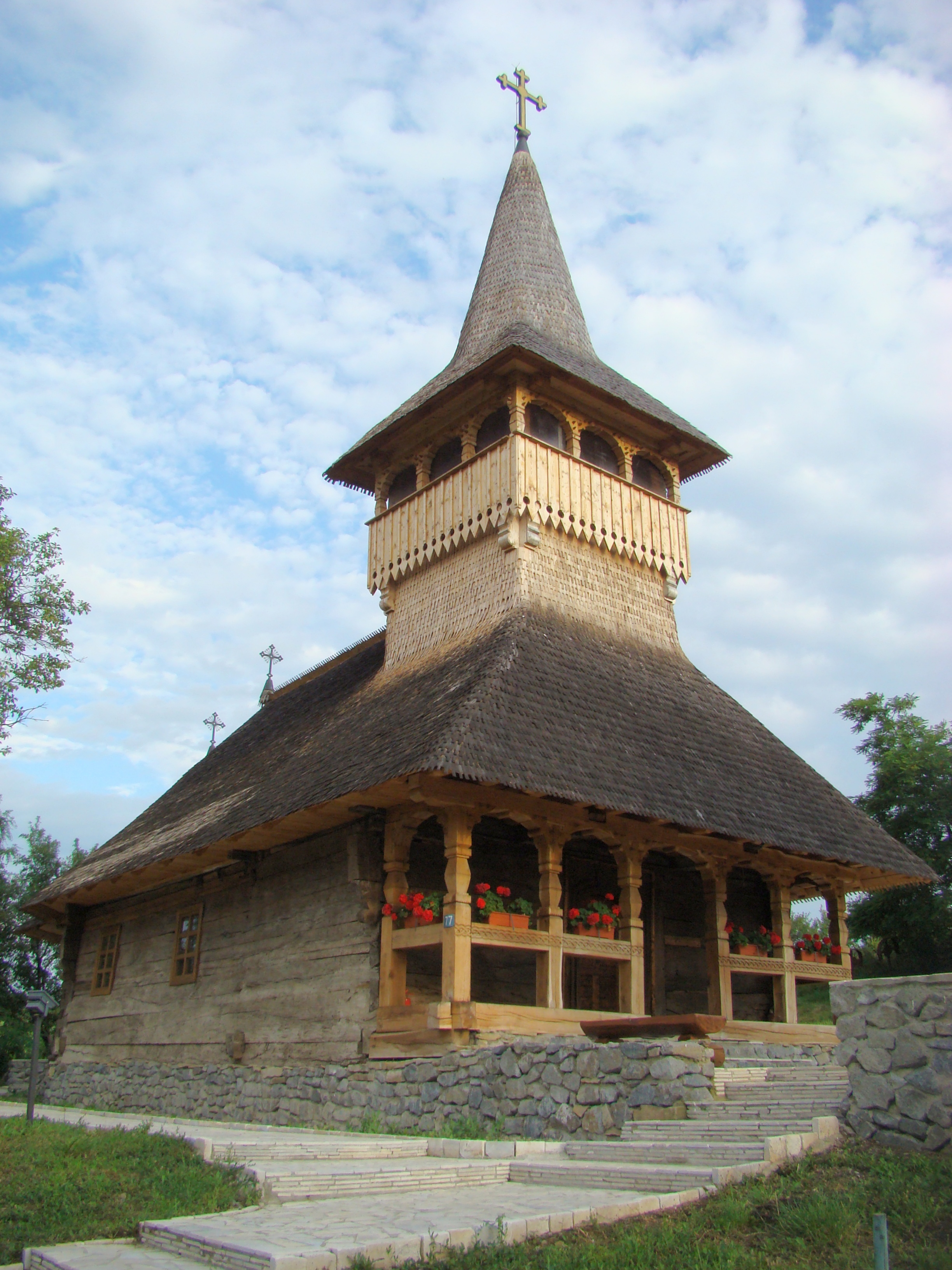
Biserica veche de lemn din Fildu de Mijloc, donată parohiei Feiurdeni, filia Câmpenești, recent restaurată
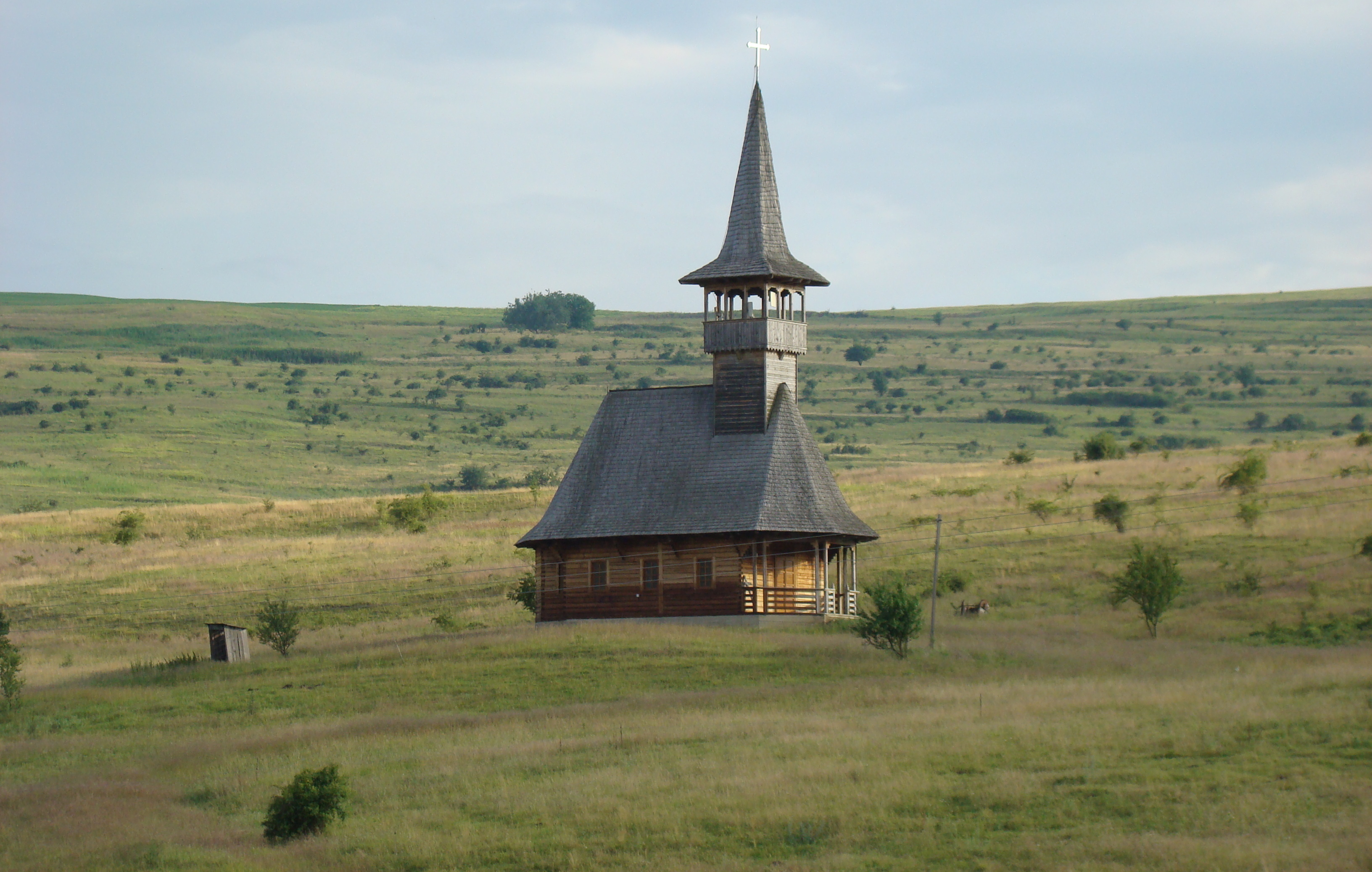
Biserica nouă de lemn, care face parte din Centrul misionar-social pentru tineret „Sfântul Ioan Valahul” al Arhiepiscopiei Clujului
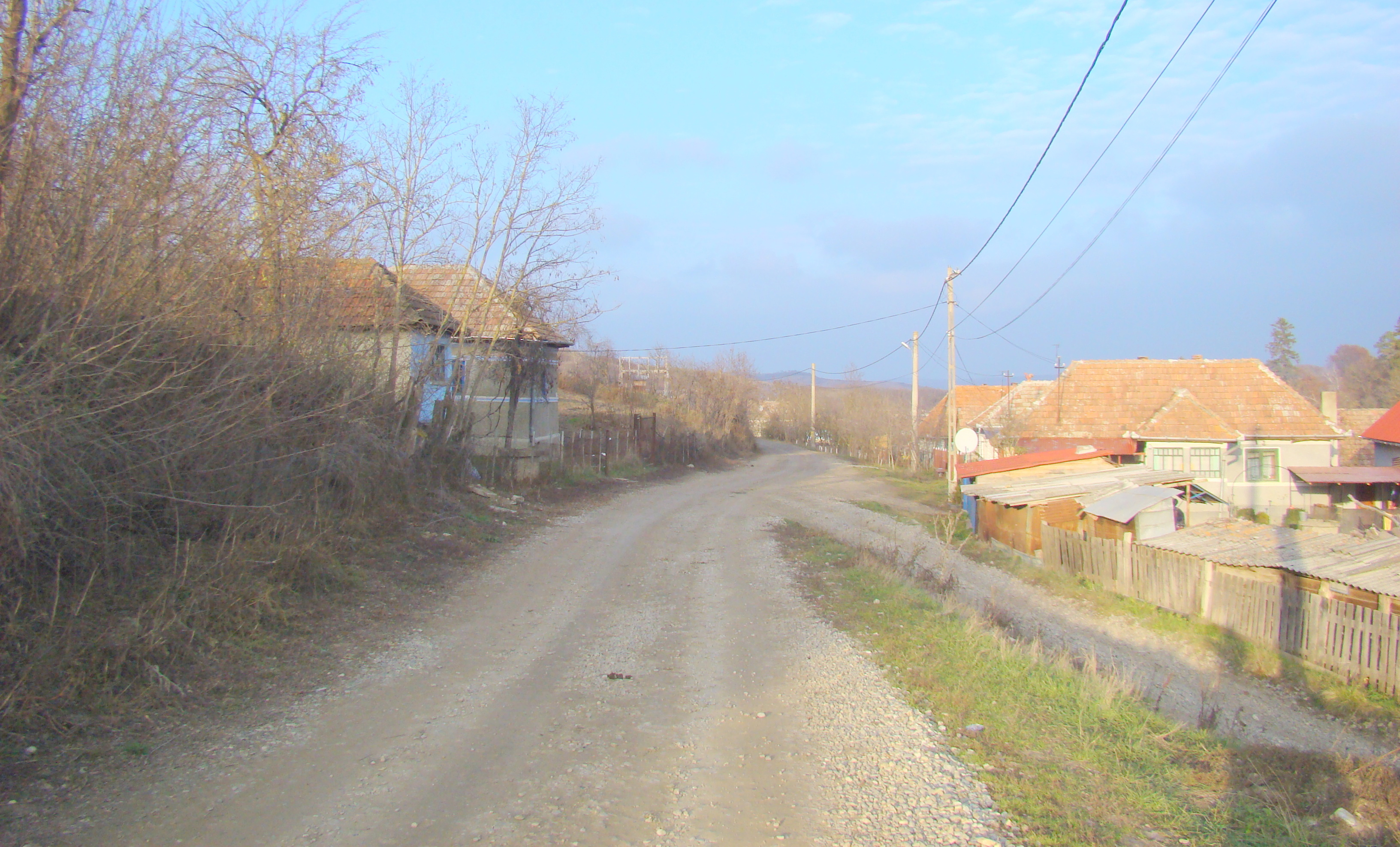
Satul Corpadea
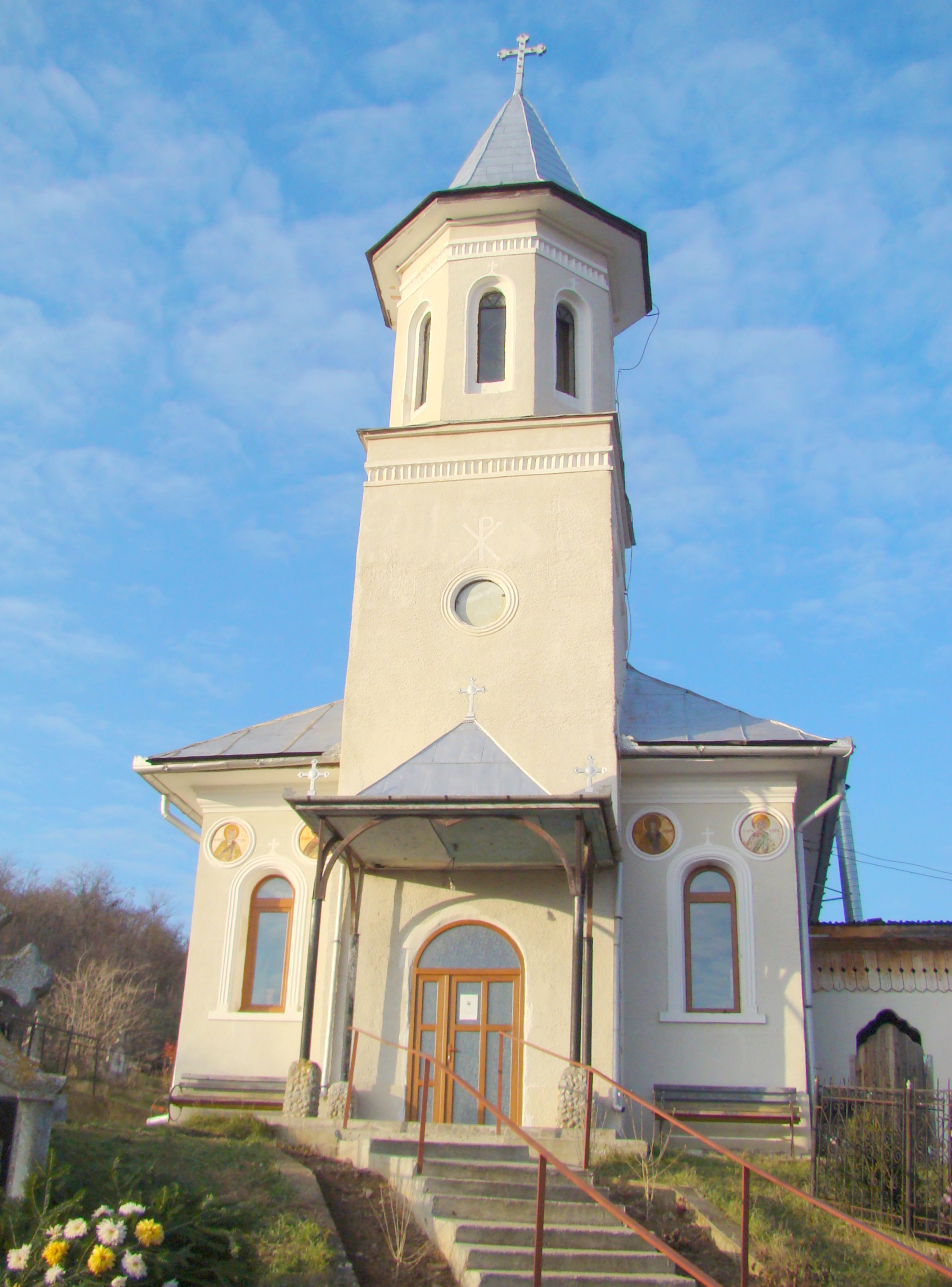
Biserica ortodoxă
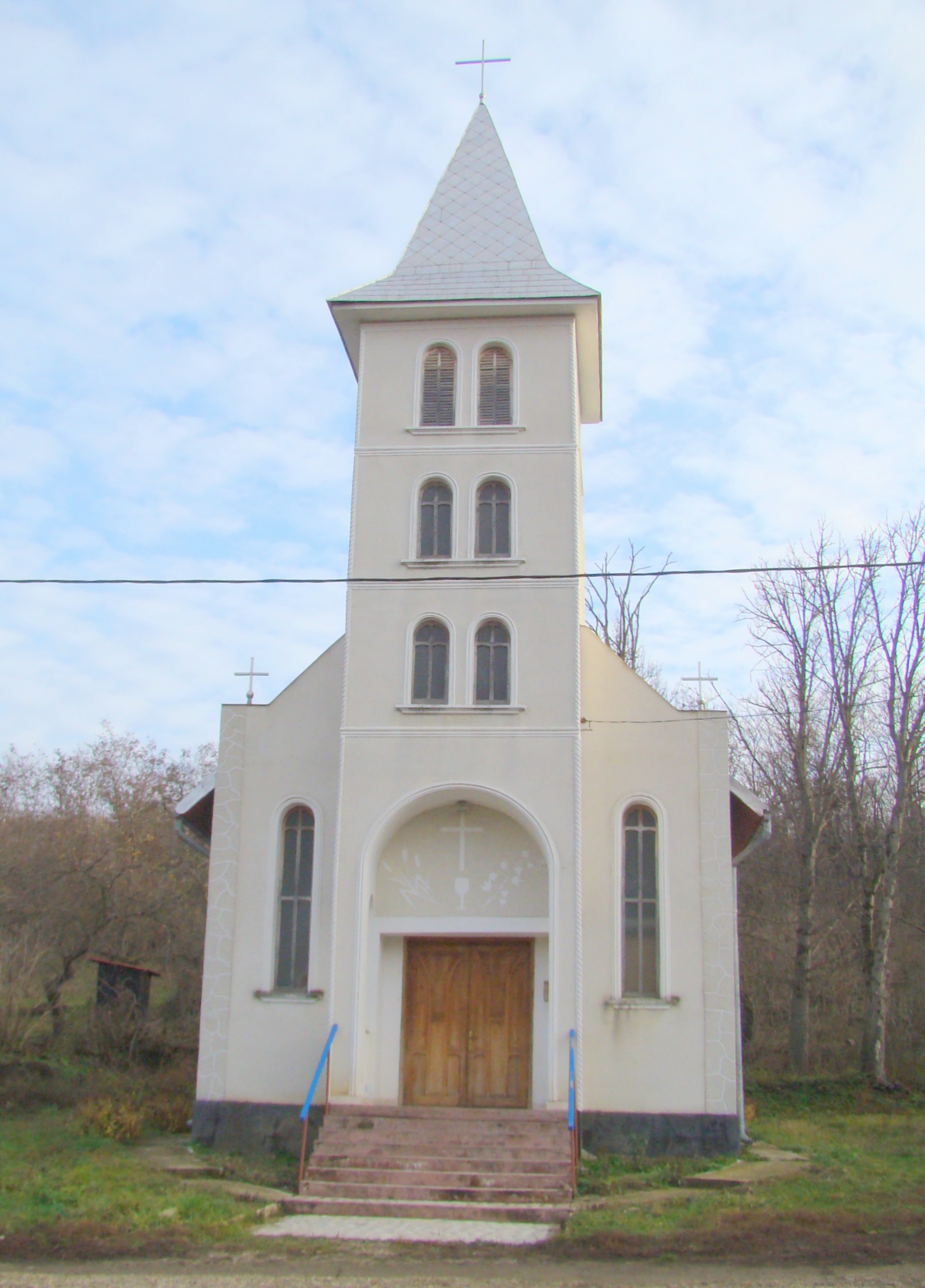
Biserica greco-catolică
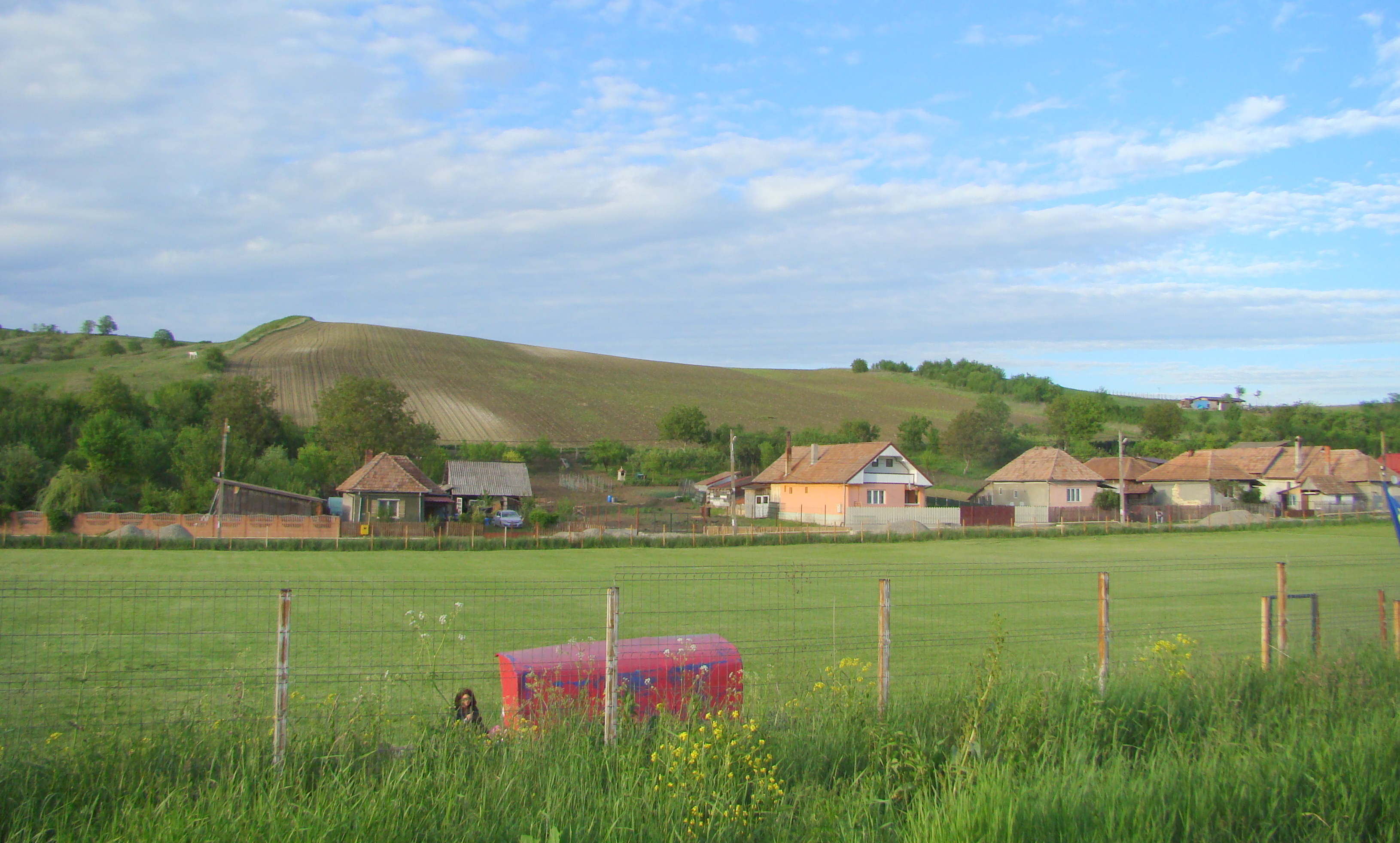
Satul Pata
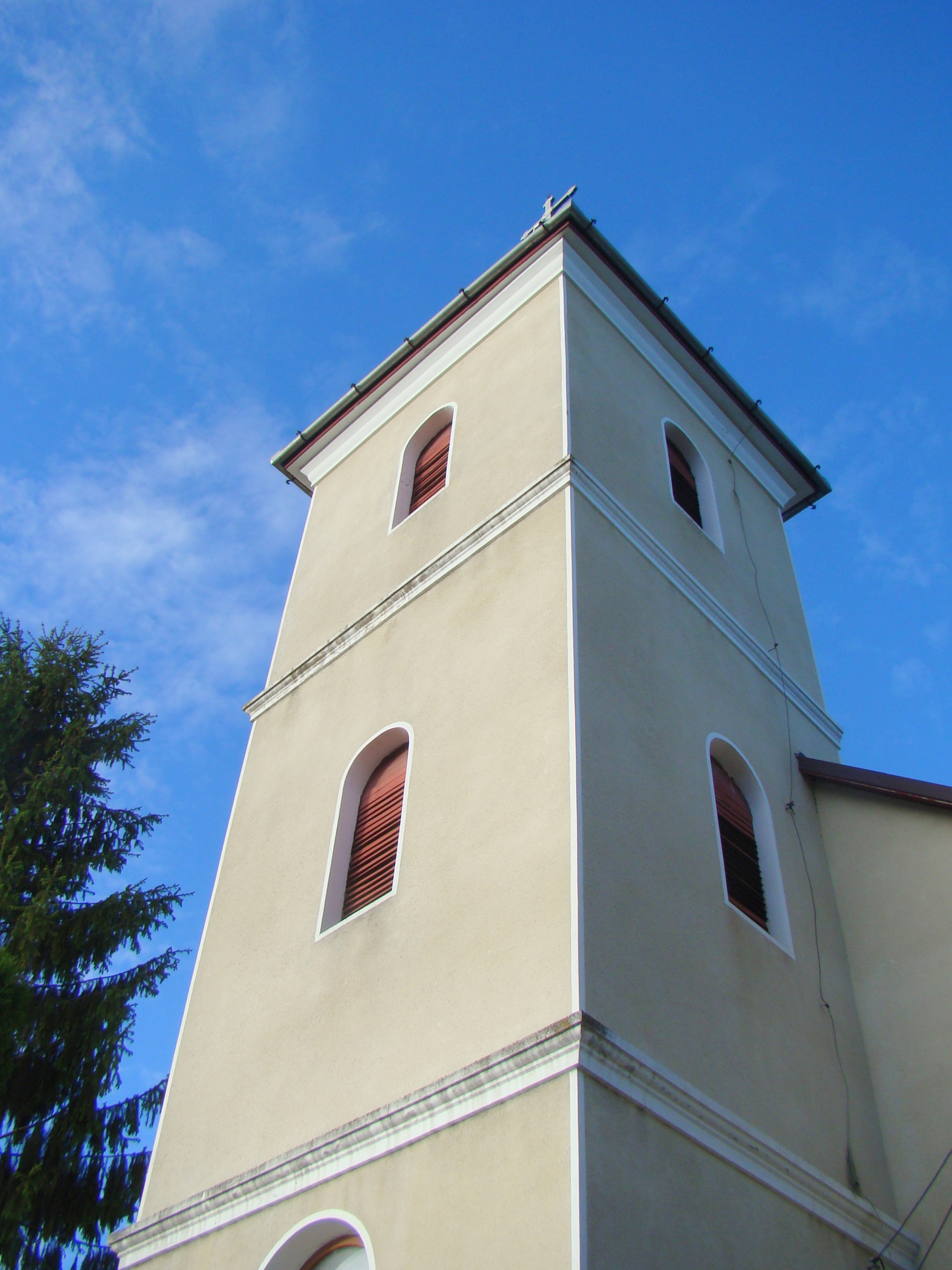
Turnul bisericii ortodoxe
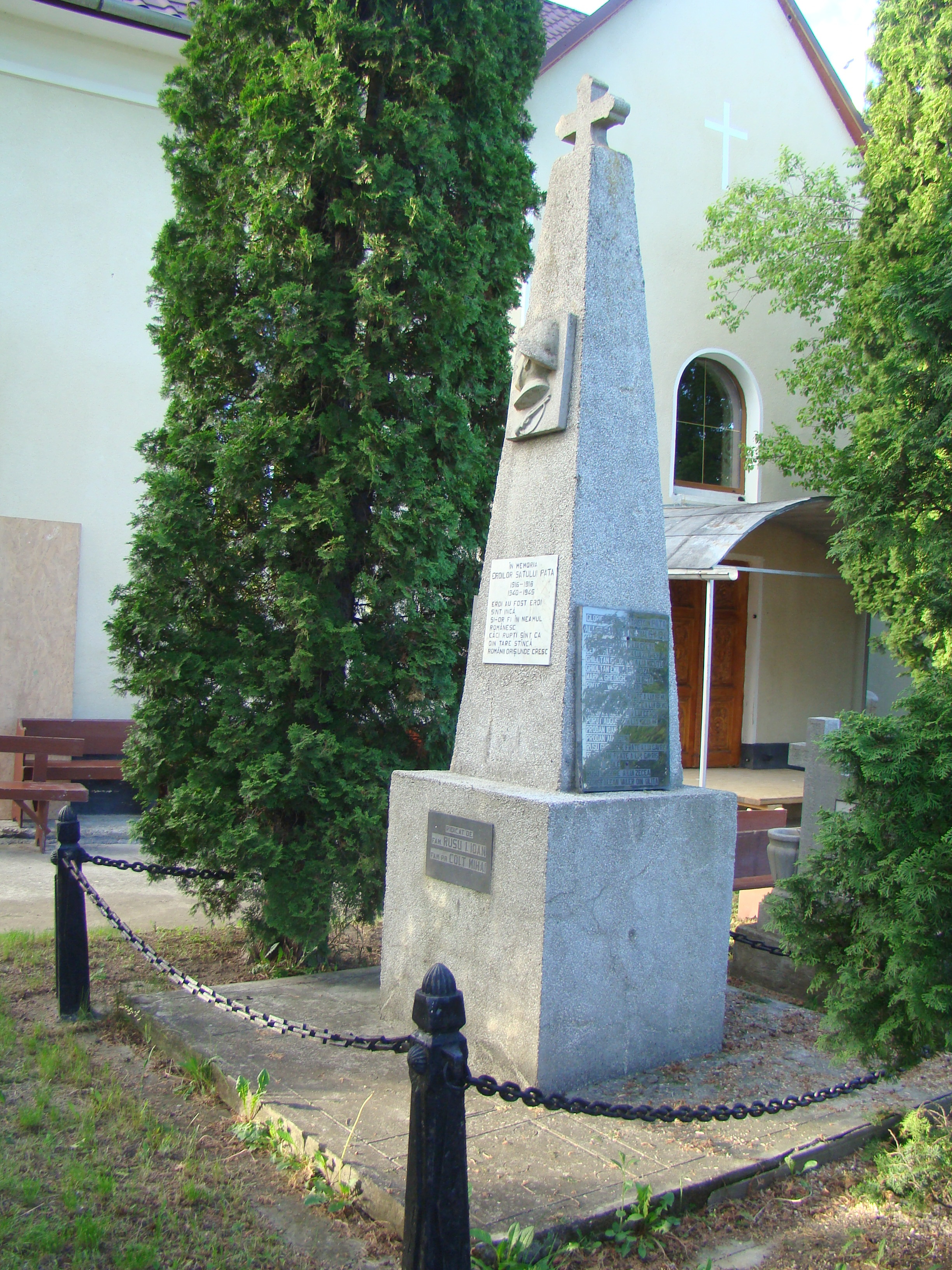
Monumentul eroilor
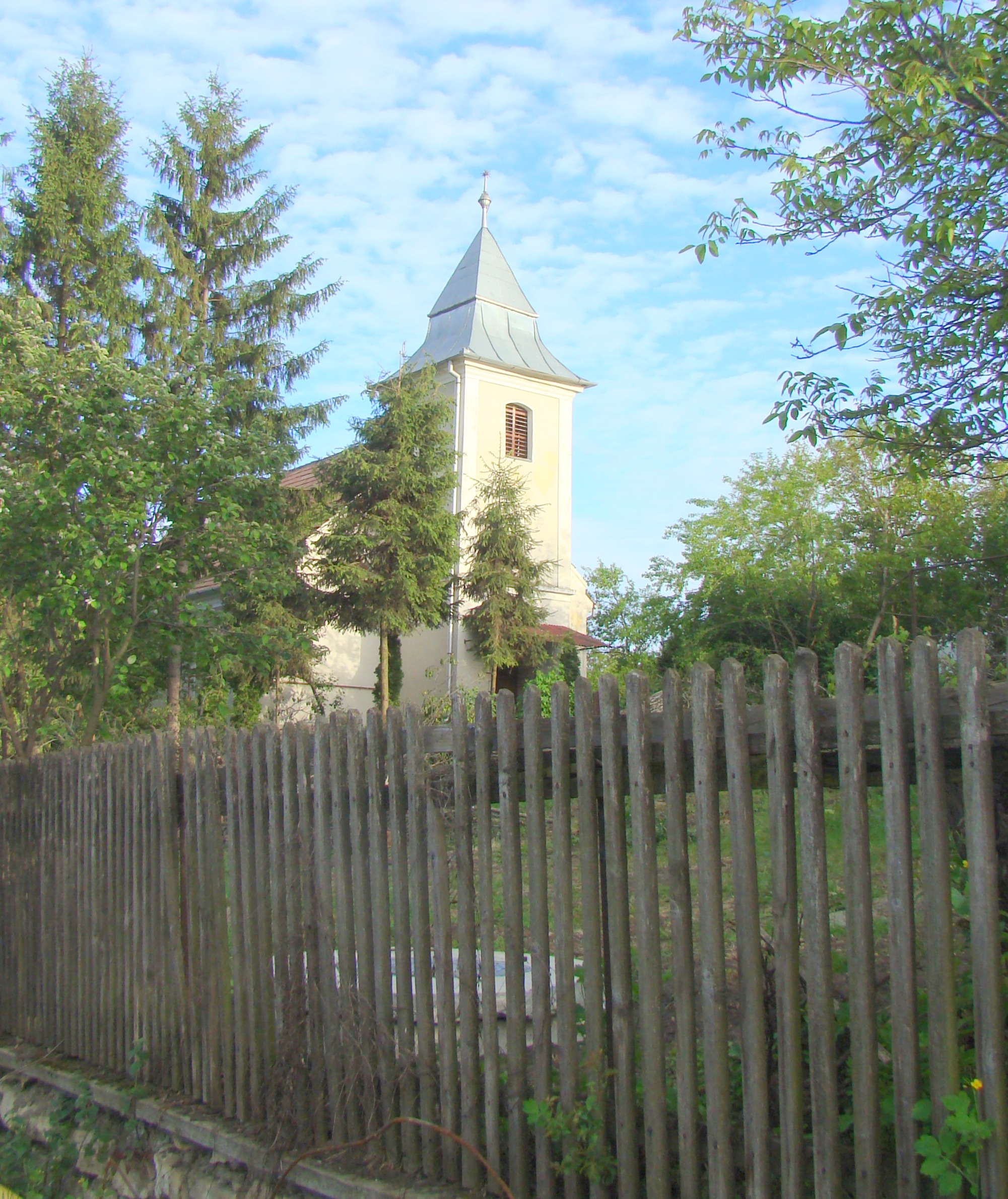
Biserica reformată
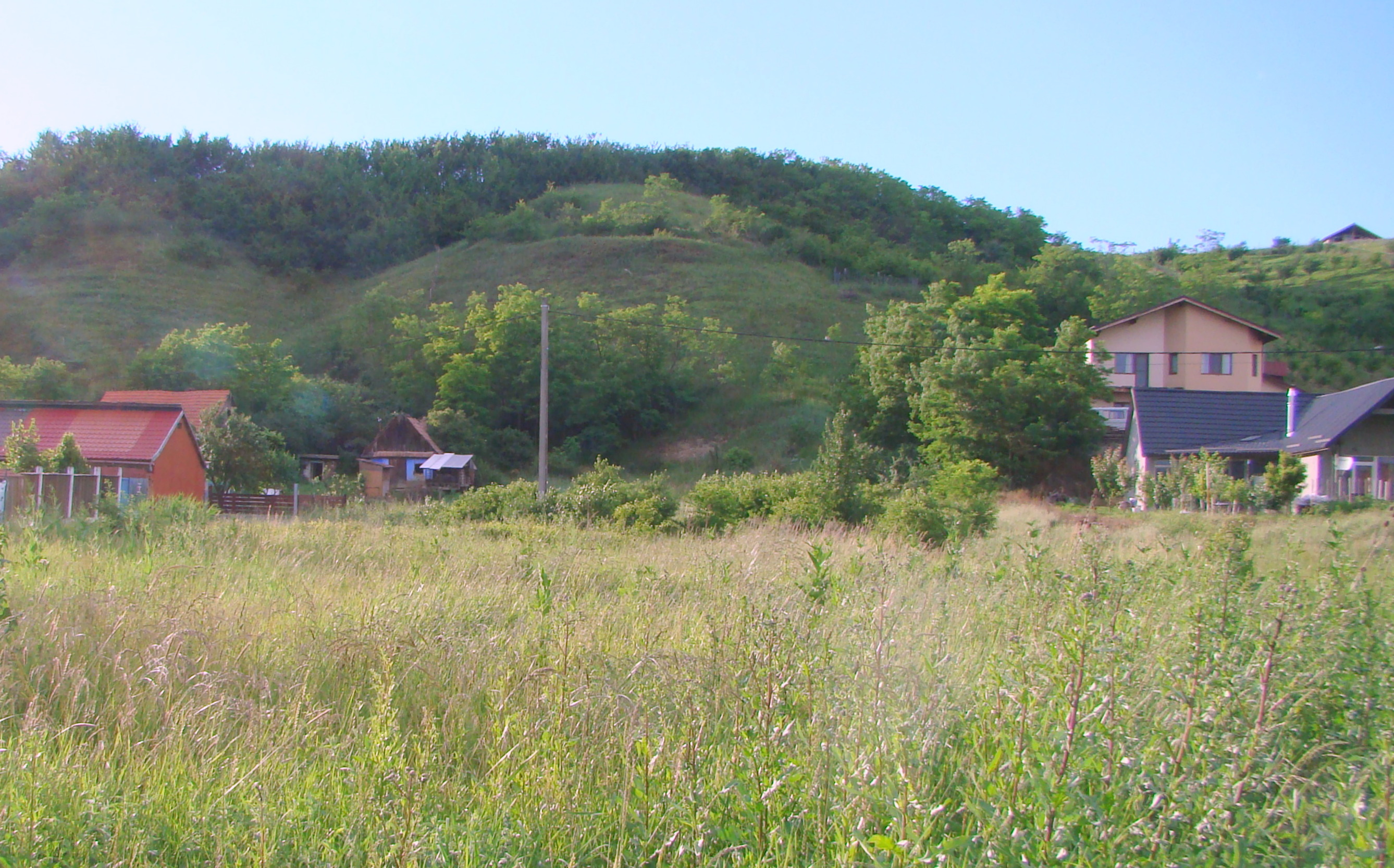
Sub Coastă